# Grammomys minnae
Grammomys minnae is een knaagdier uit het geslacht Grammomys dat voorkomt in Zuid-Ethiopië. Deze soort lijkt oppervlakkig op G. dolichurus, maar verschilt onder andere in het karyotype daarvan. De bovenkant is olijfbruin, de onderkant wit, met een scherpe scheiding. De kop-romplengte bedraagt 110 mm, de staartlengte 173 mm, de achtervoetlengte 23 mm, de oorlengte 18 mm en het gewicht 36 gram. Het karyotype bedraagt 2n=32, FN=64.